# Stéphane Mazzolini
Stéphane Mazzolini est un footballeur puis entraîneur français, né le 28 novembre 1966 à Reims, dans le département de la Marne.

## Biographie
En 1983, alors au centre de formation de l'AJ Auxerre, il fait partie de l'équipe de France juniors B1 aux côtés d'Alain Roche, Christophe Galtier et Franck Silvestre. 
Il a joué principalement comme défenseur à l'AJ Auxerre, avec laquelle il a joué 128 matches de championnat de Division 1  (2 buts marqués) et 16 matches de Coupe d'Europe. 
Lors de l'intersaison 1996, en fin de contrat avec Marseille, il participe à Clairefontaine au stage de l'UNFP destiné aux joueurs sans contrat. 
En janvier 2002, il est diplômé du DEF (Diplôme d'entraîneur de football). De 2002 à 2014 il est entraîneur du Chaumont FC. En 2014, il prend les rênes du club de Sainte-Savine, dans l'Aube, alors en CFA 2, mais l'aventure tourne court à la suite des problèmes internes au club qui se cumulent aux mauvais résultats. Depuis 2016, il est entraîneur des U17 du DFCO. 

## Palmarès

### Joueur
- Champion de France de Division 2 en 1995 avec l'Olympique de Marseille
- Champion de France de National en 1998 avec l'AC Ajaccio.
- Champion de France de Division 3 en 1986 et 1988 avec l'AJ Auxerre.
- Vainqueur de la Coupe nationale des cadets en 1983 avec l'équipe de la ligue de Bourgogne
- Vainqueur du championnat national cadets en 1983 avec l'AJ Auxerre
- Vainqueur de la Coupe Gambardella en 1986 avec l'AJ Auxerre
- International Minime, Scolaire, Cadet, Junior.

### Entraîneur
- Champion de Champagne-Ardenne en 2011 avec le FC Chaumont.